# Adejeania brasiliensis
Adejeania brasiliensis är en tvåvingeart som först beskrevs av Robineau-desvoidy 1830.  Adejeania brasiliensis ingår i släktet Adejeania och familjen parasitflugor. Inga underarter finns listade i Catalogue of Life.